# Palinodia

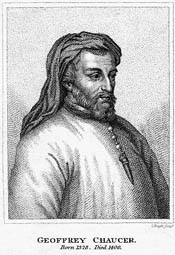
Geoffrey Chaucer, exponente de la palinodia.

Una palinodia es una oda en la que el autor se retracta de un punto de vista u opinión expresado en un poema anterior. El primer uso conservado de una palinodia es un poema de Estesícoro, del siglo VII a. C., en el que se retracta de su anterior afirmación de que la Guerra de Troya fue culpa íntegra de Helena. Habiendo quedado ciego a causa de ello, escribió una segunda obra en la que afirmaba que Paris sólo había llevado a Troya un fantasma suyo, permaneciendo en Egipto la verdadera Helena, con lo cual recuperó la vista.
La palabra procede del griego παλιν, ‘otra vez’, y ωδη, ‘canción’. Su equivalente latino es el recantio, o recantus, que es un calco exacto (re- significa ‘otra vez’ y cant-, ‘canción’).
Muchos escritores medievales escribieron palinodias, como Agustín de Hipona, Beda, Geraldo de Gales y Jean de Meung.
Muchos autores realizan en su madurez un giro creativo donde cuestionan la carnalidad de sus obras de juventud para dar paso a creaciones con altas miras morales y espirituales. Esto lo ilustra ejemplarmente el precursor del Renacimiento, Petrarca: en concreto, se puede ver en su famosa obra el Canzoniere, ya que ésta se puede dividir en dos partes, coincidiendo con la muerte de su amada Laura en la peste de 1348, cuando el autor da un giro a su vida tras las vanidades juveniles para profundizar en valores espirituales. Su creación final se convierte así en palinodia de la inicial.